# Telipogon gymnostele
Telipogon gymnostele är en orkidéart som beskrevs av Heinrich Gustav Reichenbach. Telipogon gymnostele ingår i släktet Telipogon och familjen orkidéer.
Artens utbredningsområde är Peru. Inga underarter finns listade i Catalogue of Life.